# Bundesautobahn 33
Bundesautobahn 33 (em português: Auto-estrada Federal 33) ou A 33, é uma auto-estrada na Alemanha.
A Bundesautobahn 33 tem 106 km de comprimento.

## Estados
Estados percorridos por esta auto-estrada:
- Renânia do Norte-Vestfália
- Baixa Saxônia